# Haastov orao
Haastov orao (lat. Harpagornis moorei) je izumrla vrsta orla koja je nekoć živjela na Južnom otoku na Novom Zelandu. Haastov orao bio je najveća vrsta orla za koju se zna da je postojala, a njegova veličina je objašnjena kao evolucijska prilagodba veličini njegova plijena, najčešće moe, koja je mogla doseći i do 230 kilograma. Haastov orao je izumro oko 1400. godine, kada su maorska plemena do istrebljenja izlovili moe. Gubitkom primarnog plijena, Haastov orao je izumro u istom periodu.
Haastovog orla prvi je opisao njemački geolog Julius von Haast, u čiju će čast ptica i dobiti ime, temeljem ostataka koje je pronašao F. Fuller. Sam Haast je ptici dao ime Harpagornis moorei, u čast Georgea Henryja Moorea, na čijem su posjedu pronađeni ostaci. Kasnija DNK istraživanja otkrila su kako je Haastov orao u najbližem srodstvu s malim orlom i patuljastim orlom, a ne, kako se dugo vremena vjerovalo, s velikim orlom Aquila audax. 
Haastovi orlovi bili su predatori, a ženke su bile osjetno veće od muškaraca. Njihov primarni plijen bile su velike moavke. Unatoč veličini, Haastovi orlovi imali su relativno malen raspon krila, od nekih 2,6 do 3 metra. Ženke su mogle doseći masu od 15 kilograma, dok su mužjaci dosezali između 9 i 12 kilograma. Pretpostavlja se da su mogli dosezati brzine od 80 km/h, a plijen su lovili pomoću velikih kandži na nogama. 
Vjeruje se kako su Haastovi orlovi opisani u brojnim maorskim legendama, posebice u onima o ptici Poukai.

## Vanjske poveznice
- Ptice Novog Zelanda - Haastov orao (engl.)